# Palo Pinto County
Palo Pinto County je okres ve státě Texas v USA. K roku 2010 zde žilo 28 111 obyvatel. Správním městem okresu je Palo Pinto. Celková rozloha okresu činí 2 554 km².